# Igernella
Igernella é um gênero de esponja marinha da família Dictyodendrillidae.

## Espécies
- Igernella mirabilis Lévi, 1961
- Igernella notabilis (Duchassaing & Michelotti, 1864)
- Igernella vansoesti Uriz & Maldonado, 1996